# (4085) Weir
(4085) Weir es un asteroide perteneciente al cinturón de asteroides, descubierto el 13 de mayo de 1985 por Carolyn Shoemaker desde el Observatorio del Monte Palomar, Estados Unidos.

## Designación y nombre
Designado provisionalmente como 1985 JR. Fue nombrado Weir en honor a la geóloga estadounidense Doris Blackman Weir.